# Supporto (arte)
Nell'arte il termine supporto è impiegato per indicare la natura della materia su cui viene eseguito un disegno.
I supporti tradizionali più frequenti sono: carta, cartoncino, tavola, muro, tela, rame, vetro.
I supporti più moderni sono variazioni di questi appena elencati: la tavola di legno in compensato, la tela di lino o cotone in poliestere, con variazioni anche della loro preparazione (nuove colle e nuovi pigmenti). 
A questi vanno aggiunti quelli in sostanze completamente nuove quali: plastica, fibre sintetiche e laminati particolari.
Il primo supporto dell'artista è stata la pietra. Gli uomini primitivi trovavano nelle pareti delle grotte il supporto indispensabile per la loro arte primitiva. Gli Egizi svilupparono questa maniera effettuando affreschi murali sulle pareti lisce dei loro templi e delle loro case. L'uso del legno come supporto si sviluppò all'incirca nel 2000 a.C.
In Europa, fin dall'alto Medioevo gli artisti utilizzano il legno. Le sue qualità di leggerezza e di solidità e la sua abbondanza, lo fecero a lungo preferire rispetto a un supporto più leggero e che comincia a far parlare di sé: la tela.
Nel 1390  nella sua opera Libro dell'Arte Cennino Cennini descrive la fabbricazione di tele e il loro impegno in pittura. Nel corso del XV secolo, la tela sostituirà a poco a poco il legno anche per i quadri d'ispirazione religiosa per i quali il legno restava il supporto preferito. Come per la tecnica della pittura a olio si può dire che sono i pittori del nord nel rinascimento a favorire l'uso della tela. 
La tela è preparata con una sostanza speciale che ha favorito l'applicazione dei colori. La composizione di questa sostanza, varia secondo i tipi di tela, l'uso e la tradizione. La composizione è composta da un appretto e da un legante di colla di pelle di coniglio e olio.
Gli italiani utilizzavano il gesso così come gli olandesi. 
Altra novità, che rivoluzionerà il mondo artistico agli inizi degli anni'80, l'invenzione del telaio a tensione costante che poneva un termine ai problemi di tensione delle tele.